# Ballondilatation der Eustachischen Tube

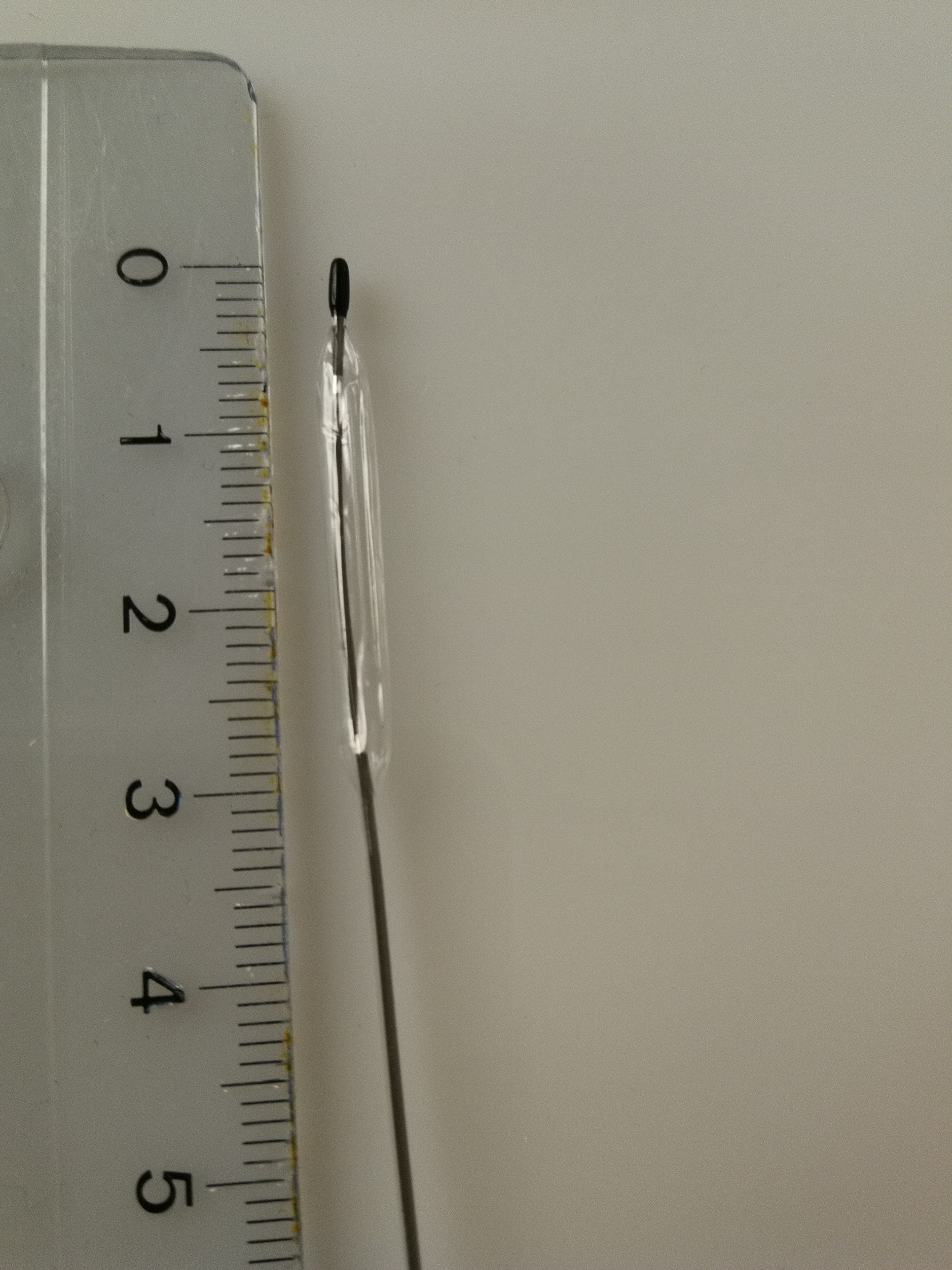
Spitze eines Dilatationskatheters mit Ballon

Die Dilatation der Eustachischen Röhre (engl. Balloon Eustachian Tuboplasty, BET), ist ein minimalinvasives Verfahren zur ursächlichen Behandlung einer Dysfunktion der Eustachischen Röhre (ETD), einer oft chronischen Funktionsstörung, bei der die Regulierung des Mittelohrdruckes sowie der Abtransport von Sekreten eingeschränkt ist. Die Dysfunktion verursacht bei den betroffenen Patienten oft erhebliche Beschwerden und kann zusätzliche Pathologien auslösen.
Bei der Dilatation der Eustachischen Röhre wird unter Anästhesie sowie endoskopischer Kontrolle ein spezieller Dilatationskatheter, in den knorpeligen Teil der Eustachischen Röhre eingeführt. Der Zugang erfolgt entweder kontralateral oder ipsilateral durch die Nase. Bei Bedarf kann das Endoskop auch durch die Mundhöhle eingeführt werden. Um den flexiblen Katheter sicher zur Tubenöffnung führen zu können, wird ein entsprechendes Einführinstrument verwendet. Sobald sich der Ballon in Position befindet, wird dieser durch das Anlegen eines Druckes von 10 bar für 2 Minuten geweitet.
Erstmals Anwendung fand die Methode 2009 sowohl in Finnland als auch in Deutschland und hat sich seither weltweit zu einem etablierten Verfahren entwickelt. Prospektive Studien und zahlreiche wissenschaftliche Publikationen belegen mittlerweile den hohen Behandlungserfolg des Verfahrens, sowohl bei Erwachsenen als auch in der Pädiatrie.